# ヤシール (航空機)
ヤーシル
- 用途：偵察機
- 分類：無人航空機
- 製造者：イラン航空産業機構
- 運用者：
イスラム革命防衛隊
ヒズボラ
カタイブ・ヒズボラ（英語版）
- 初飛行：2013年9月

ヤーシル (英語: Yasirまたは Yassir、ペルシア語: یاسر Yāser ヤーセル) は、イランが鹵獲したアメリカ合衆国製の無人航空機スキャンイーグルをコピーして製造し、2013年9月に公開された無人航空機である。

## 概要
イランは2012年12月に、ペルシャ湾上のイラン領空内に侵入したアメリカ海軍のボーイング・インシツ製小型無人偵察機スキャンイーグルを鹵獲したと発表した。これに対しアメリカ海軍は、保有するスキャンイーグルの喪失はないと発表した。イランは12月17日にスキャンイーグルのコピーの量産を開始し、この機種を実戦配備すると発表した。この後イランはイラン航空産業機構によるコピー機の生産ラインの様子も公開した。
2013年10月にロシア空軍司令官ビクトル・ボンダレフ中将がイランを訪問した際、イスラム革命防衛隊からスキャンイーグルのコピー機"ヤーシル"が贈呈された。
2014年初頭、レバノン軍団の党首であるサミール・ジャアジャアの自宅のあるマアラーブ市の宅地周辺を国籍不明の無人機が繰り返し飛行していると報じられた。この件についてレバノン軍団のアントワーヌ・ザーラ下院議員は、ヒズボラがジャアジャアを監視し、隙あらば暗殺する目的でヤーシルUAVを飛行させたと非難する声明を発表した。またイスラエルの情報源も、ヒズボラがヤーシルを運用していると報告している。
また、イラク国内で活動するカタイブ・ヒズボラのようないくつかのシーア派民兵組織もイランからヤーシルUAVを供与されていると報じられている。
また、ヤーシルはシリアのアレッポ上空でも目撃されている。

## 画像

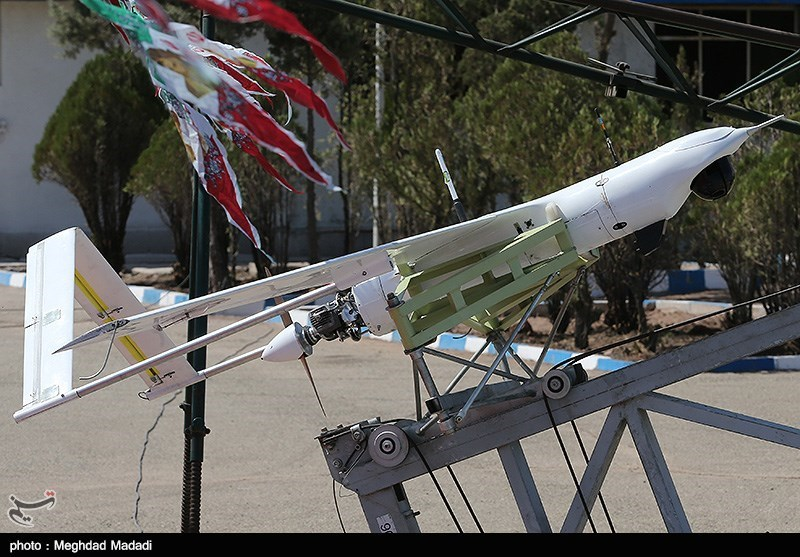
機体側面
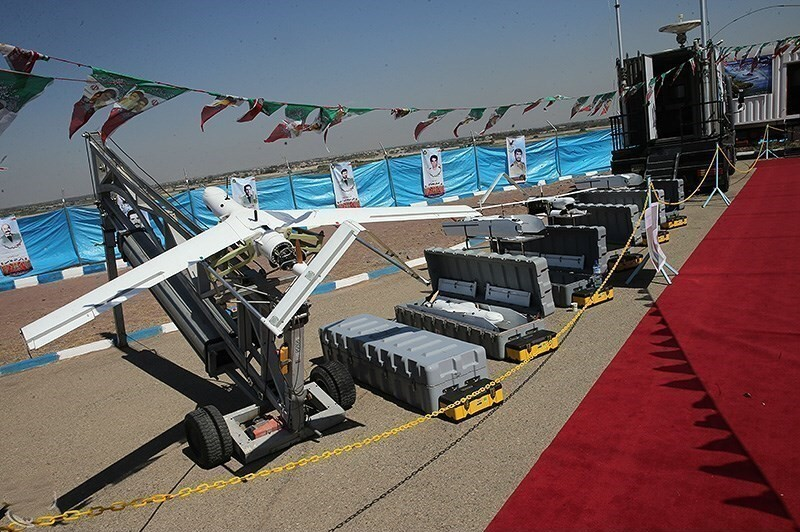
後方より
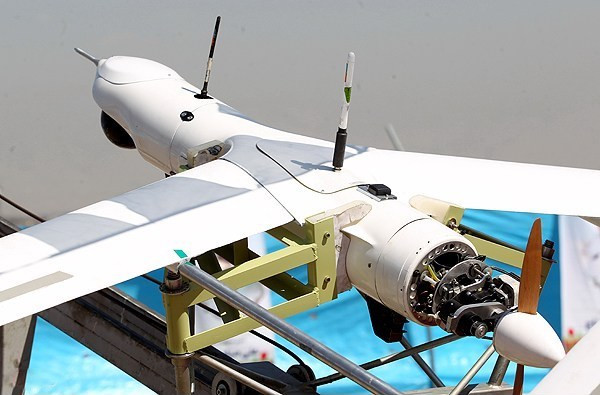
機体部分
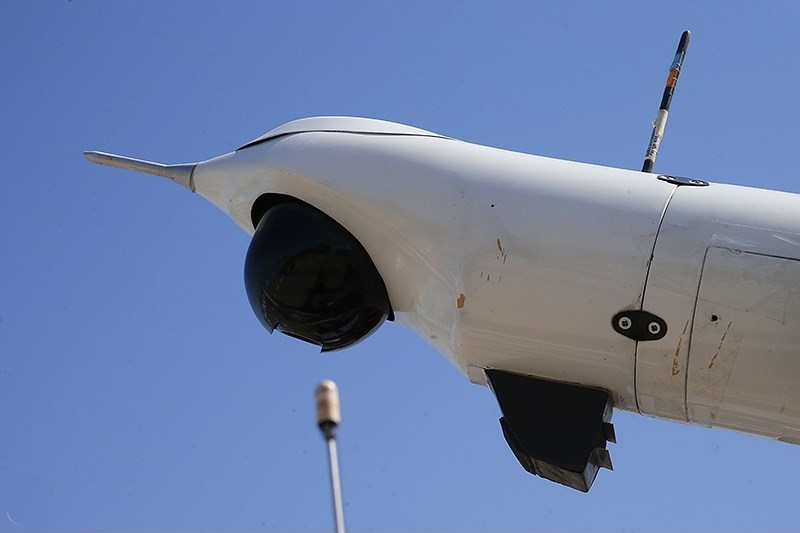
機首部分